# Vojvodina Salzburg
Vojvodina Salzburg (njem. Herzogtum Salzburg), cislajtanijska krunska zemlja Carevine Austrije i Austro-Ugarske od 1849. do 1918. godine. Prijestolnica je bio Salzburg dok su ostali gradovi u vojvodini bili Zell am See i Gastein.
Salzburška nadbiskupija sekularizirana je 1803. kao Elektorat Salzburg, no kratkoživući principat anektirala je Carevina Austrija 1805. godine. Nakon Napoleonskih ratova teritorij Salzburga bio je pod upravom Linza kao odjel Salzach u Nadvojvodini Gornjoj Austriji.
Nakon revolucija iz 1848. u habsburškim krajevima teritorij Salzburga odvojen je od Gornje Austrije i postao je 1849. godine nova krunska zemlja Vojvodina Salzburg. Dio Austro-Ugarske postao je 1867. godine.
Padom cesarske i kraljevske kuće Habsburga 1918. godine vojvodinu je zamijenila savezna zemlja Salzburg kao dio Njemačke Austrije i potom Prve Austrijske Republike.